# Ernâni Lopes
Ernâni Rodrigues Lopes (* 1942 in Lissabon; † 2. Dezember 2010 ebenda) war ein portugiesischer Ökonom und Politiker, der als „Architekt“ des Beitritt Portugals zur Europäischen Wirtschaftsgemeinschaft (EWG) gilt.

## Biografie
Nach dem Schulbesuch studierte er am Institut für Wirtschaft und Finanzen (Instituto Superior de Economia e Gestão (ISEG)) und schloss dieses 1964 mit einem Lizenziat ab. Nach einer Ausbildung zum Offizier in der Marine-Reserve war er von 1966 bis 1974 Wissenschaftlicher Assistent am ISEG und wurde außerdem 1967 Mitarbeiter der Banco de Portugal, der Zentralbank des Landes. Dort war er zunächst Technischer Assistent im Büro für Statistik und Studien, ehe er 1975 Direktor dieses Büros wurde.
Unmittelbar danach wurde er 1975 Botschafter in der Bundesrepublik Deutschland und blieb auf diesem Posten bis 1979. Danach war er von 1979 bis 1983 Leiter der Diplomatischen Vertretung Portugals bei der Europäischen Wirtschaftsgemeinschaft (EWG) und war zugleich im Range eines Botschafters zuständig für Verhandlungen zum Beitritt zu den EWG. Während dieser Zeit erfolgte 1982 seine Promotion zum Doktor der Wirtschaftswissenschaft an der Katholischen Universität Portugal.
Am 9. Juni 1983 wurde er von Ministerpräsident Mário Soares als Minister für Finanzen und Planung in dessen Regierung. Diese Funktion hatte er bis zum Ende von Soares’ Amtszeit am 6. November 1985 inne. Dabei war er erneut maßgeblich an dem Abschluss der Beitrittsverhandlungen zuständig und führte darüber hinaus das Programm des Internationalen Währungsfonds (IWF) in Portugal ein.
1996 wurde er Direktor des Instituts für Europäische Studien an der Katholischen Universität Portugal und war darüber hinaus zeitweise Geschäftsführender Gesellschafter der Beratungsfirma Saer.
Lopes starb nach mehrjähriger Erkrankung an Lymphdrüsenkrebs.